# The Loop
The Loop est une sitcom américaine en 17 épisodes de 22 minutes, créée par Will Gluck et Pam Brady et diffusée entre le 17 mars 2006 et le 1er juin 2007 sur FOX.
En France, la série a été diffusée à partir du 25 août 2008 sur NRJ 12.

## Synopsis
Cette sitcom met en scène Sam Sullivan, un jeune cadre de Chicago travaillant pour une grande compagnie aérienne. Entre un patron désaxé, des collègues apathiques et des colocataires portés sur l'alcool, Sam a du mal à garder le cap...

## Distribution
- Bret Harrison (VF : Yoann Sover) : Sam Sullivan
- Philip Baker Hall (VF : Marc Cassot) : Russ
- Amanda Loncar (VF : Jennifer Fauveau) : Piper
- Sarah wright (VF : Philippa Roche) : Lizzy
- Eric Christian Olsen (VF : Emmanuel Garijo) : Sully Sullivan
- Joy Osmanski (VF : Garance Giachino) : Darcy
- Mimi Rogers (VF : Martine Irzenski) : Meryl

## Épisodes

### Première saison (2006)
1. Un jeune cadre très dynamique (Pilot)
2. Fêtes et téquilas (Jack Air)
3. La Tiger-Express (Tiger Express)
4. Visite au ranch (Trouble in the Saddle)
5. L'année du chien (Year of the Dog)
6. La soupe à l'ours (Bear Drop Soup)
7. Dépits amoureux (Rusty Trombone)

### Deuxième saison (2007)
1. La fenêtre (Windows)
2. Collisions en série (The Phantom)
3. Le cadeau d'anniversaire (Yeah, Presents)
4. Campagne publicitaire (CSI : Donut Idol Bowl)
5. La donation (The Dutch)
6. Femme d'affaires (Lady Business)
7. Le placement de produits (Stride)
8. Chèvre folle (Crazy Goat)
9. Les femmes préfèrent les gros (Fatty)
10. Le déclin d'une légende (The Stranger)